# Denim Air
Pour les articles homonymes, voir DNM.

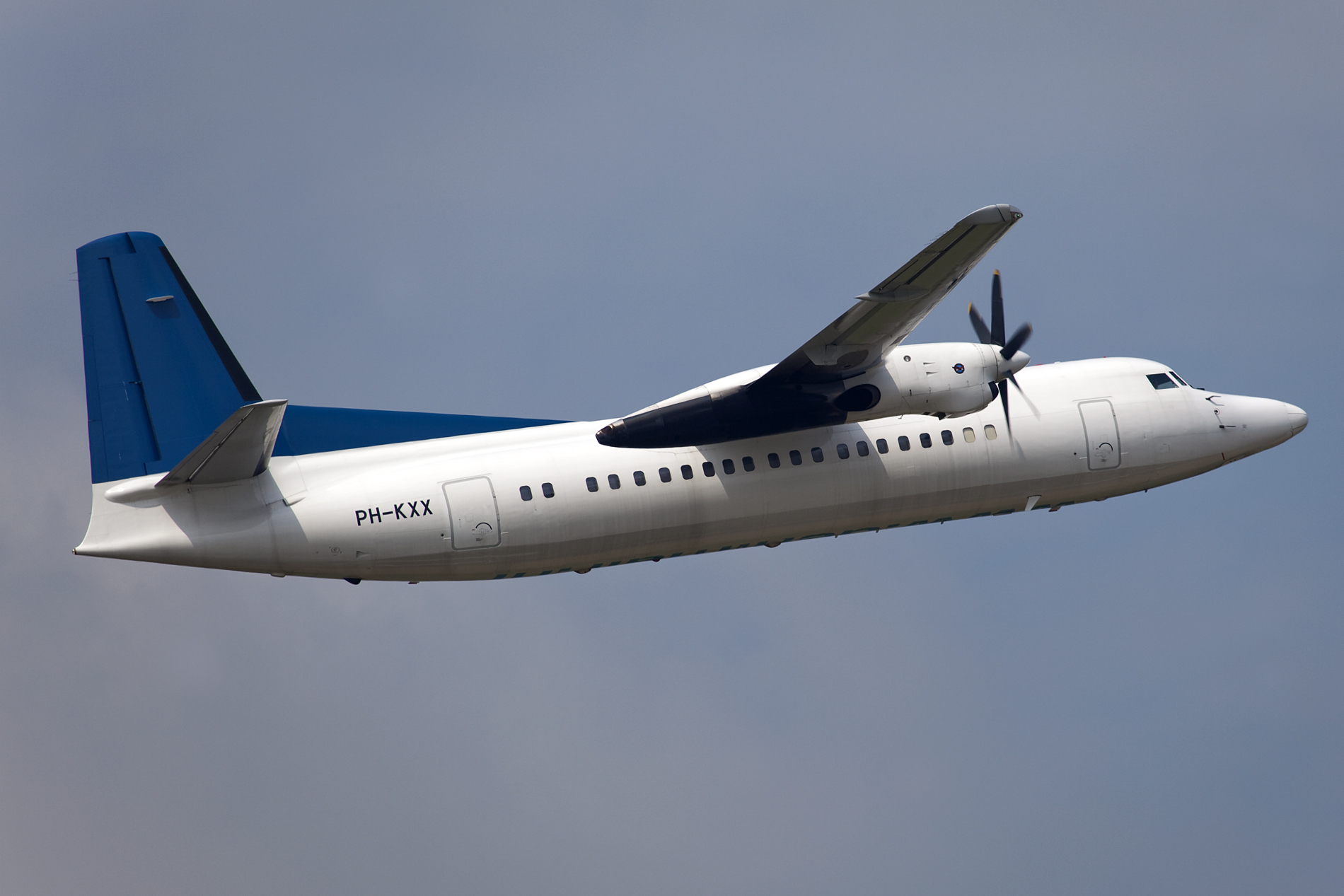
Photographie du Fokker 50 (PH-KXX) de la compagnie Denim Air

Denim Air BV est une compagnie aérienne néerlandaise, basée à Eindhoven.
Code IATA J7 
Code OACI DNM
Elle prend en charge les vols de Rodez vers Paris Orly pour le compte de Eastern Airways à partir de janvier 2016 en remplacement de Hop.
Flotte
- 1 Fokker 70/100 F28-100 (PH-MJP), mis en service par TAM le 20 décembre 1995
- 1 Embraer 145 (PH-DND), mis en service par LOT le 23 mars 2002

Superjets 100
Denim Air est pressenti[Quand ?] pour devenir le premier opérateur d'Europe à exploiter le Superjet 100 de Sukhoï. (Mise en service du premier avion en novembre 2016, à confirmer.)